# Bubble (film 2022)
Bubble (バブル?, Baburu) è un film d'animazione giapponese postapocalittico del 2022 prodotto da Wit Studio. È diretto da Tetsurō Araki e sceneggiato da Gen Urobuchi, con personaggi disegnati da Takeshi Obata e colonna sonora di Hiroyuki Sawano. Il film è stato presentato in prima visione al Festival internazionale del cinema di Berlino il 10 febbraio 2022 e distribuito in tutto il mondo su Netflix il 28 aprile 2022, prima di arrivare nelle sale giapponesi il 13 maggio. Un adattamento manga, di Erubo Hijihara, è stato serializzato su Shōnen Jump+ dal 22 aprile al 23 maggio 2022. Il film ha ricevuto giudizi contrastanti dalla critica, che ne ha apprezzato la grafica e la colonna sonora, ma ne ha criticato la trama.

## Trama
In un futuro prossimo, il mondo è travolto da bolle che infrangono le leggi della realtà. Un'esplosione alla Tokyo Tower concentra tutte le bolle di sapone a Tokyo, ma rende la città inabitabile. Diversi giovani sfidano le restrizioni e vivono lì comunque, usando i tornei di parkour come mezzo per barattare e scambiare provviste. In una squadra di parkour, i Blue Blazes, il diciottenne Hibiki è un talento eccezionale, ma evita gli altri a causa di un'ultrasensibilità uditiva. La Tokyo Tower continua a essere un luogo impossibile da raggiungere a causa delle anomalie di gravità.
Un giorno, Hibiki tenta di scalare la torre perché sente la canzone di una donna e crede di vedere un ragazzo lì. Ce la fa quasi, ma finisce per cadere nell'oceano, dove la sua espirazione finale si mescola con alcune delle bolle, creando una giovane ragazza. È chiaramente nuova all'essere umano, ma impara rapidamente dagli altri. Hibiki la chiama "Uta" ("Canzone") perché conosce la canzone che sente nella sua testa. Uta e Hibiki si allenano insieme nel parkour, battendo una squadra chiamata Morticians/Undertakers. Tuttavia, in un'ultima presa, quando Uta tocca Hibiki, il suo braccio svanisce in bolle. L'attività della bolla ricomincia, quindi i residenti di Tokyo devono fuggire. Uta va alla Tokyo Tower per fermarlo, e Hibiki va a salvarla.
Nella scena finale, si salvano a vicenda, ma Uta svanisce in bolle, proprio come nella fiaba originale di Hans Christian Andersen: "La Sirenetta". Nel suo ultimo respiro, le dice a Hibiki che ha fatto in modo che ne valesse la pena per lei essere umana. Con le bolle sparite, i cittadini di Tokyo tornano e iniziano a ricostruire. Anche le squadre di parkour continuano la loro vita. Che sia reale o immaginario, nei titoli di coda Hibiki continua ancora a fare parkour, e una bolla lo segue, implicando che potrebbe trattarsi di Uta.

## Colonna sonora
La colonna sonora del film è composta da Hiroyuki Sawano. La sigla di apertura è Bubble (feat. Uta), cantata da Eve, mentre la sigla finale è Jaa ne, mata ne (じゃあね、またね。? lett. "Ci vediamo, ci vediamo dopo"), interpretata da Riria (りりあ。?), che doppia Uta nel film.

### Tracce
1. BUBBLE – 1:58 (musica: Hiroyuki Sawano)
2. BATTLEKOUR – 5:21 (musica: Sawano)
3. BB – 0:53 (musica: Sawano)
4. JU-RYOKU – 2:35 (musica: Sawano)
5. BB2 – 2:29 (musica: Sawano)
6. MERMAID – 4:18 (musica: Sawano)
7. HIBIKI – 1:56 (musica: Sawano)
8. UTAtoHIBIKI – 1:32 (musica: Sawano)
9. UNDERTAKER – 2:15 (musica: Sawano)
10. BBxUT – 3:20 (musica: Sawano)
11. PARKOUR – 3:56 (musica: Sawano)
12. UTA – 1:57 (musica: Sawano)
13. 2ndBUBBLE – 5:29 (musica: Sawano)
14. TOWER – 5:57 (musica: Sawano)
15. NE-SAMA – 2:20 (musica: Sawano)
16. BUBBLE-cho. – 6:49 (musica: Sawano)
17. BUBBLE-THEME – 3:54 (musica: Sawano)
18. Bubble – 3:48 (musica: Eve)
19. Bubble (TeddyLoid Remix) – 3:23 (musica: Eve)
20. Shikisai (色彩?) – 5:13 (musica: Sawano)
21. Bye Bye, See You. (じゃあね、またね?) – 4:05 (musica: Riria.)

## Accoglienza
Sul sito aggregatore di recensioni Rotten Tomatoes, il 50% delle recensioni di 18 critici sono positive, con una valutazione media di 5.50/10. Metacritic, che utilizza una media ponderata, ha assegnato al film un punteggio di 56 su 100, basato su 5 critici, indicando "recensioni miste o medie".